# Ülker
Ülker — турецкая пищевая компания, специализируется на производстве крекеров, печенья, тортов, вафель, конфет, батончиков, кофе, молочных продуктов, мороженого, а также прохладительных напитков (под брендом Cola Turka) и детского питания.
Основана в 1944 году кондитером Сабри Улькером, уроженцем Крыма. Впервые экспортировала свою продукцию в 1974 году. Входит в состав стамбульского Yıldız Holding, в ней работает более 30 тыс. человек. Ülker имеет филиалы и представительства в 111 странах мира.
Спонсирует стамбульский баскетбольный клуб «Фенербахче-Улькер», а также футбольные клубы «Галатасарай» и «Трабзонспор».

## История
Компания Ülker была основана в 1944 году братьями Сабри и Асимом Улькерами, чьи родители иммигрировали в Турцию из Крыма. Начала свою деятельность в Стамбуле как небольшая пекарня, в 1948 году была открыта пищевая фабрика. В 1970-х годах Ülker расширила своё присутствие на рынках Ближнего Востока в сфере производства шоколада и упаковки. К концу XX века компания производила маргарин, растительное масло и молочные продукты. В 2002 году Ülker расширила ассортимент, начав выпускать газированные напитки, а в 2003 году добавила в свой ассортимент турецкий кофе, мороженое и детское питание. Одним из наиболее важных продуктов компании является Cola Turka, выпущенная на турецкий рынок в 2003 году. В рекламе Cola Turka снялся актёр Чеви Чейз, и, согласно местным источникам, Coca-Cola пришлось снизить свои цены на 10 % из-за успеха запуска Cola Turka.
В материнской компании Yıldız Holding работает более 41 тыс. человек, в 2001 году она вошла в пятёрку самых успешных производителей Турции. Продажи Ülker на международном уровне достигают 1,5 миллиарда долларов.